# Vedat Muriqi
Vedat Muriqi (n. 24 aprilie 1994) este un fotbalist profesionist kosovar care joacă pe postul de atacant pentru clubul spaniol RCD Mallorca și echipa națională a Kosovoului.

## Primii ani
Muriqi s-a născut în Prizren, Iugoslavia din părinți albanezi kosovari. El deține pașapoarte kosovare, albaneze și turce.

## Cariera pe echipe

### Teuta Durrës
La 14 ianuarie 2013, după ce a impresionat într-un meci amical, Muriqi a semnat un contract pe un an și jumătate cu echipa Teuta Durrës din Superliga Albaniei. La 23 februarie, a debutat într-un meci oficial pentru Tirana, intrând în repriza secundă a optimilor din Superliga Albaniei.

#### Împrumutul la Besa Kavajë
La 4 ianuarie 2014, Muriqi a fost împrumutat timp de cinci luni la echipa Besa Kavajë din Superliga Albaniei. El a jucat primul său meci pentru noul său club la 1 februarie, în meciul de campionat cu Laçi, în care a intrat în minutul 46 și a marcat golul egalizator în ultimul minut al partidei care sa terminat cu scorul de 2-2.

### Giresunspor
La 18 august 2014, Muriqi a semnat cu Giresunspor din al doilea eșalon turc. La 14 septembrie 2014, a debutat într-o înfrângere acasă scor 0-1 cu Adana Demirspor, după ce a intrat în minutul 78 în locul lui David Solomon Abwo.

### Gençlerbirliği
La 31 mai 2016, Muriqi a semnat cu echipa Gençlerbirliği din Süper Lig. A debutat pentru echipă în campionat pe 21 august 2016, într-o victorie scor 2-0 pe teren propriu împotriva lui Gaziantepspor, după ce a intrat în minutul 64 în locul lui Cosmin Matei.

### Çaykur Rizespor
La 11 ianuarie 2018, Muriqi a semnat cu Çaykur Rizespor din al doilea eșalon turc. La 21 ianuarie 2018, el și-a făcut debutul într-un meci împotriva lui Manisaspor, fiind titular și înscriind două goluri în victoria din deplasare, scor 0-3.

## Cariera la națională

### Albania

#### Sub-21
La 15 octombrie 2013, Muriqi și-a făcut debutul pentru Albania U21 într-un meci contând pentru calificările la Campionatul European din 2015 împotriva Bosniei și Herțegovinei U21, după ce a intrat în minutul 46 în locul lui Herolind Shala.

### Kosovo

#### Sub-21
În iunie 2013. Muriqi a fost chemat la naționala U21 a Kosovoului pentru Cupa de tineret Valais 2013. La 12 iunie 2013, a debutat la națională în meciul cu Ghana U20 după ce a fost numit titular și a înscris un gol în minutul 41.

#### Seniori
La 30 august 2016, Muriqi a fost convocat de Kosovo pentru un meci de calificare la Campionatul Mondial din 2018 împotriva Finlandei. La 11 iunie 2017, el și-a făcut debutul pentru Kosovo într-un meci de calificare la Campionatul Mondial din 2018 împotriva Ucrainei, în care a fost titular.

## Statistici privind cariera

### Club
Până pe 2 septembrie 2018
| Club                   | Sezon         | Campionat             | Campionat | Campionat | Cupă    | Cupă   | Continental | Continental | Total   | Total  |
| Club                   | Sezon         | Divizie               | Meciuri   | Goluri    | Meciuri | Goluri | Meciuri     | Goluri      | Meciuri | Goluri |
| ---------------------- | ------------- | --------------------- | --------- | --------- | ------- | ------ | ----------- | ----------- | ------- | ------ |
| Teuta Durrës           | 2012–2013     | Superliga Albaniei    | 6         | 0         | 0       | 0      | —           | —           | 6       | 0      |
| Teuta Durrës           | 2013–2014     | Superliga Albaniei    | 12        | 1         | 3       | 2      | —           | —           | 15      | 3      |
| Teuta Durrës           | Total         | Total                 | 18        | 1         | 3       | 2      | —           | —           | 21      | 3      |
| Besa Kavajë (împrumut) | 2013–2014     | Superliga Albaniei    | 13        | 3         | 0       | 0      | —           | —           | 13      | 3      |
| Besa Kavajë (împrumut) | Total         | Total                 | 13        | 3         | 0       | 0      | —           | —           | 13      | 3      |
| Giresunspor            | 2014–2015     | A Doua Ligă a Turciei | 24        | 4         | 8       | 2      | —           | —           | 32      | 6      |
| Giresunspor            | 2015–2016     | A Doua Ligă a Turciei | 33        | 17        | 4       | 0      | —           | —           | 37      | 17     |
| Giresunspor            | Total         | Total                 | 57        | 21        | 12      | 0      | —           | —           | 69      | 23     |
| Gençlerbirliği         | 2016–2017     | Süper Lig             | 33        | 3         | 7       | 3      | —           | —           | 40      | 6      |
| Gençlerbirliği         | 2017–2018     | Süper Lig             | 13        | 2         | 2       | 2      | —           | —           | 15      | 4      |
| Gençlerbirliği         | Total         | Total                 | 46        | 5         | 9       | 5      | —           | —           | 55      | 10     |
| Çaykur Rizespor        | 2017–2018     | A Doua Ligă a Turciei | 16        | 8         | 0       | 0      | —           | —           | 16      | 8      |
| Çaykur Rizespor        | 2018–2019     | Süper Lig             | 4         | 1         | 0       | 0      | —           | —           | 4       | 1      |
| Çaykur Rizespor        | Total         | Total                 | 20        | 9         | 0       | 0      | —           | —           | 20      | 9      |
| Total carieră          | Total carieră | Total carieră         | 150       | 38        | 24      | 7      | —           | —           | 174     | 47     |

### La națională
Până pe data de 10 septembrie 2018
| Echipa națională | An    | Meciuri | Goluri |
| ---------------- | ----- | ------- | ------ |
| Kosovo           |       |         |        |
| 2016             | 2     | 0       |        |
| 2017             | 5     | 1       |        |
| 2018             | 5     | 1       |        |
| Total            | Total | 12      | 2      |

#### Goluri la națională
Golurile marcate de Muriqi pentru naționala Kosovoului
| Nu | Data              | Stadion                                            | Adversar     | Scor | Rezultat | Competiție                        |
| -- | ----------------- | -------------------------------------------------- | ------------ | ---- | -------- | --------------------------------- |
| 1. | 13 noiembrie 2017 | Stadionul Olimpic Adem Jashari, Mitrovica, Kosovo  | Letonia      | 2 -2 | 4-3      | Amical                            |
| 2. | 27 martie 2018    | Stade Municipal Jean Rolland, Franconville, Franța | Burkina Faso | 1 -0 | 2-0      | Amical                            |
| 3. | 11 octombrie 2018 | Stadionul Fadil Vokrri, Pristina, Kosovo           | Malta        | 2 -1 | 3-1      | Liga Națiunilor 2018-2019 Grupa D |
| 4. | 17 noiembrie 2018 | Stadionul Național, Ta 'Qali, Malta                | Malta        | 1 -0 | 5-0      | Liga Națiunilor 2018-2019 Grupa D |